# Mój sąsiad Totoro
Mój sąsiad Totoro (jap. となりのトトロ Tonari no Totoro) – japoński film anime w reżyserii Hayao Miyazakiego. Film niespodziewanie zdobył ogromną popularność i stał się sztandarową produkcją studia Ghibli. Wizerunek tytułowego bohatera filmu wkrótce stał się częścią logo wytwórni i pozostaje w nim do dziś.
Serwis Rotten Tomatoes przyznał mu wynik 93%.
Pierwsza wersja dubbingu została opracowana na zlecenie Canal+ w 1995 roku i wyemitowana 7 stycznia 1996 roku. Począwszy od 27 czerwca 1999 roku, film emitowany był na kanale Ale Kino! Wydanie DVD z 2007 roku zawiera wersję lektorską.
Druga wersja dubbingu dostępna jest w serwisie Netflix od 1 lutego 2020 roku.

## Opis fabuły
Film opowiada o dwóch siostrach, Mei (4 lata) i Satsuki (10 lat), które przeprowadzają się wraz z ojcem do starego domu na wsi, aby być bliżej matki leżącej w szpitalu. Satsuki poznaje chłopca z sąsiedztwa o imieniu Kanta (10 lat), który, mimo wcześniejszej antypatii, zaprzyjaźnia się z nią. Pewnego dnia siostry spotykają sympatyczne leśne stworzenia-duchy zwące się Totoro i od tego czasu ich życie zaczyna przepełniać magia. Natura i wyobraźnia pomagają im w potrzebie, ukazując jednocześnie siłę i piękno świata, który ich otacza.
Film jest częściowo biografią samego Miyazakiego. On też wychowywał się tylko z ojcem, podczas gdy jego matka musiała leżeć w szpitalu.

## Totoro
Totoro to leśne duchy, które żyją w wielkich drzewach kamforowych. Zostały one wymyślone przez Miyazakiego, ale zawierają w sobie elementy z folkloru różnych krajów. Sama nazwa jest zniekształconą przez czteroletnią Mei wymową słowa "troll". Zauważyła ona bowiem ich podobieństwo do rysunków w książce. Totoro mogą stać się niewidzialne, szybko się uczą, kochają muzykę i choć czasem się złoszczą i są dokuczliwe, to mają dobre maniery.

## Obsada głosowa
- Noriko Hidaka – Satsuki Kusakabe
- Chika Sakamoto – Mei Kusakabe
- Shigesato Itoi – Tatsuo Kusakabe
- Tanie Kitabayashi – Niania / Babcia
- Sumi Shimamoto – Yasuko Kusakabe
- Toshiyuki Amagasa – Kanta Ōgaki
- Hitoshi Takagi – Totoro
- Naoki Tatsuta – Kotobus

## Wersja polska

### Pierwsza wersja
Opracowanie wersji polskiej: na zlecenie CANAL+ – STUDIO SONICA

Reżyseria: Krzysztof Kołbasiuk

Dialogi: Roman Zawadzki

Dźwięk i montaż: Sławomir Czwórnóg

Kierownictwo produkcji: Marzena Omen-Wiśniewska

Udział wzięli:
- Lucyna Malec – Satsuki Kusakabe
- Agnieszka Matynia – Mei Kusakabe
- Jacek Sołtysiak – Tatsuo Kusakabe
- Zofia Gładyszewska – Niania / Babcia
- Jolanta Żółkowska – Yasuko Kusakabe
- Anna Apostolakis – panna Hara
- Cezary Kwieciński –
  - farmer Otoko,
  - listonosz
- Janusz Wituch – mężczyzna

Teksty piosenek: Ryszard Skalski

Śpiewała: Beata Jankowska

Kierownictwo muzyczne: Jacek Grudzień i Marek Klimczuk

Lektor: Tadeusz Borowski

### Druga wersja dubbingu
Wersja polska: SDI MEDIA POLSKA

Dialogi: Katarzyna Raduszyńska

Reżyseria: Janusz Dąbrowski

Dźwięk: Łukasz Fober

Udział wzięli:
- Katarzyna Wincza – Satsuki Kusakabe
- Alicja Warchocka – Mei Kusakabe
- Maksymilian Rogacki – Tatsuo Kusakabe
- Barbara Zielińska – Babunia
- Klaudia Kuchtyk – Yasuko Kusakabe
- Dariusz Odija – Totoro
- Borys Wiciński – Kanta Ōgaki
- Marek Robaczewski – farmer Otoko
- Joanna Węgrzynowska-Cybińska – panna Hara
- Elżbieta Gaertner – ciocia Kanty

W pozostałych rolach:
- Bożena Furczyk
- Zuzanna Jaźwińska
- Pola Piłat
- Monika Szomko
- Anna Wodzyńska
- Damian Krajczyk
- Sebastian Perdek
- Antoni Scardina
- Piotr Tołoczko
- Krzysztof Tymiński

Lektor: Artur Kaczmarski